# Galatarca
Galatarca Gran sacerdot encarregat del culte a Galàcia.
El Galatarca era, en la província romana de Galàcia, el que l'Asiarca era en la d'Asia; però, no s'ha de confondre el galatarca amb el gran sacerdot de Galàcia.
Aquest tenia el domini i el dret de vigilància i la direcció moral als sacerdots de totes les divinitats adorades a Galàcia i sobre tots els individus que componien el clergat de la província. Era modo del bisbe en l'organització eclesiàstica catòlica, però sense la naturalesa jeràrquica que la caracteritza. El Galatarca, per la seva banda, era un sacerdot, una gran dignitat encarregada de presidir els jocs celebrats a Ancira, prop del temple de Roma i d'Augusta, en nom dels tres pobles de Galàcia.

Ambdós càrrecs eren temporals, no eren vitalicis, ja que en una inscripció d'Ancira 
| « | Corpus inscr. graec., 4075, 4076) i mecionen personatges que havien desenvolupat dues vegades aquestes funcions. Contra la opinió aquí sustentada de la distinció entre el gran sacerdot de Galàcia i el galatarca, alguns historiadors sostenen que ambdós eren el mateix personatge, com al gran sacerdot d'Àsia i l'asiarca; mentre d'altres opinen que galatarca (com asiarca) era un terme honorífic que servia per a designar el que havia sigut o era gran sacerdot de la província i que indicava que aquest pertanyia des de llavors a una categoria de notable del país. | » |